# Annelies De Nil
Annelies De Nil (Lokeren, 5 maart 1980) is een Vlaamse actrice. Ze werkt als theaterdocent en als toneelregisseuse. 

## Levensloop
De Nil studeerde dramatische kunsten aan het Conservatorium Gent. Zij is werkzaam als actrice bij verschillende theatergezelschappen en is al enkele jaren actief als theaterdocent. Ze schreef mee aan de voorstelling 'Spoiler Alert' en is met regelmaat te zien in Vlaamse televisieproducties.
In 2014 was ze finaliste in de Humorklas van Radio 2, ze verloor toen nipt van Jens Dendoncker. 

## Films
- Follow: Love Life Ghent (2015)
- Avalon, korte film uit 2015

## Televisie
- Willy's en Marjetten (2006) als Tamara
- Callboys (2016)
- De Ideale Wereld (2016) in verschillende ondersteunende rollen
- Olly Wannabe (2017) als Hilde Groothals
- Geubels en de Belgen (lang geleden) als de mama van Geubels